# Haguro (1928)
Haguro (jap. 羽黒) – ostatni krążownik ciężki typu Myōkō należący do Japońskiej Cesarskiej Marynarki Wojennej. Jego nazwa pochodzi od góry Haguro w prefekturze Yamagata. Pozostałymi okrętami należącymi do typu były: „Myōkō” (妙高), „Nachi” (那智) i „Ashigara” (足柄).
Wyporność okrętów tego typu wynosiła 13 500 t, a ich długość 201 m. Były w stanie rozwinąć prędkość do 36 węzłów (67 km/h) i przenosić dwa wodnosamoloty, a ich uzbrojenie składało się z dziesięciu dział 203 mm w pięciu dwudziałowych wieżach. W tym czasie kiedy były budowane posiadały najcięższe uzbrojenie ze wszystkich typów krążowników na świecie.

## Służba

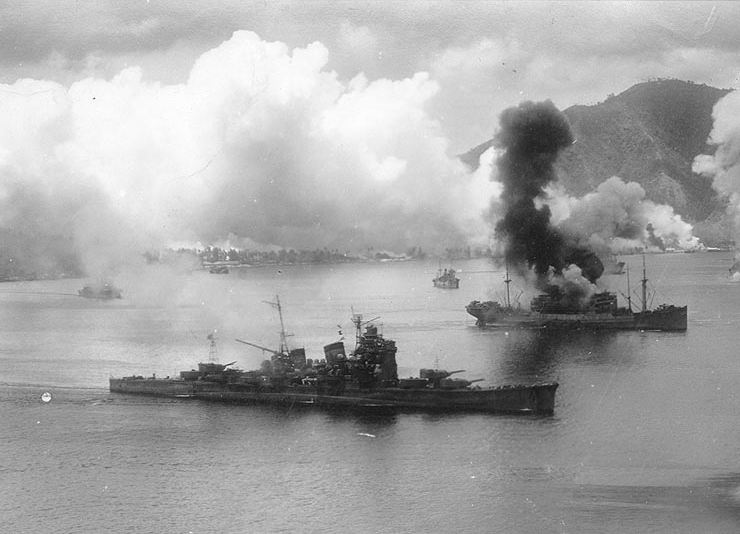
„Haguro” podczas amerykańskiego ataku lotniczego na Rabaul 2 listopada 1943 roku

Stępkę pod „Haguro” położono w stoczni Mitsubishi w Nagasaki 16 marca 1925 roku, wodowanie i nadanie imienia odbyło się 24 marca 1928 roku, a przyjęcie do służby w Cesarskiej Marynarce 25 kwietnia 1929 roku. Jego służba podczas II wojny światowej rozpoczęła się w Holenderskich Indiach Wschodnich, gdzie wdał się w walkę z nieprzyjacielem koło Makasaru 8 lutego 1942 roku. Odgrywał on główną rolę w bitwie na Morzu Jawajskim 27 lutego 1942 roku i był zaangażowany w zatopienie HMS „Exeter” i holenderskiego okrętu flagowego „De Ruyter” oraz HMS „Encounter” w innej akcji na południe od Borneo 1 marca 1942 roku.
7 maja 1942 roku „Haguro” wziął udział w bitwie na Morzu Koralowym. Następnie, 24 sierpnia 1942 roku, wziął udział w bitwie koło wschodnich Wysp Salomona, a także w ewakuacji z Guadalcanalu pod koniec stycznia 1943 roku. Podczas bitwy w Zatoce Cesarzowej Augusty 2 listopada 1942 roku odniósł lekkie uszkodzenia. 19 czerwca 1944 roku przetrwał on bitwę na Morzu Filipińskim, a między 23 a 25 października 1944 roku został lekko uszkodzony w bitwie w zatoce Leyte.

## Utrata
W maju 1945 roku „Haguro” stał się celem brytyjskiej operacji „Dukedom” i wpadł w zasadzkę. 26. Flotylla Niszczycieli odnalazła go razem z niszczycielem „Kamikaze” wkrótce po północy 16 maja 1945 roku i rozpoczęła atak. Podczas bitwy „Kamikaze” został lekko uszkodzony, ale „Haguro” został ostrzelany przez artylerię i trafiony trzema torpedami Mark IX. „Haguro” zaczął szybko tonąć i osiągnął 30 stopni przechyłu.
O godzinie 2:32 „Haguro” zaczął tonąć rufą w cieśninie Malakka, 89 km od Penang. „Kamikaze” uratował 320 rozbitków. 900 ludzi, w tym wiceadmirał Hashimoto i kontradmirał Sugiura poszli na dno razem z okrętem. Kontradmirał Sugiura pośmiertnie został awansowany do stopnia wiceadmirała 16 maja 1945 roku. Bitwa była ostatnią walką artyleryjską jaką kiedykolwiek stoczono pomiędzy okrętami nawodnymi.
„Haguro” został skreślony z listy floty 20 czerwca 1945 roku.
Wrak został odnaleziony w 2003 roku wykazując poważne uszkodzenia nadbudówki z jego ostatniej i wcześniejszych bitew.